# Eleutherodactylus richmondi
El coquí caoba (Eleutherodactylus richmondi) es una especie de rana nativa de Puerto Rico perteneciente a la familia Eleutherodactylidae.